# مسجد المفتي (أربيل)
مسجد المفتي في العراق هو من مساجد أربيل الأثرية التراثية، ولقد أسسه وبناه الشيخ الأفغاني الملا اسحاق حيث كان عالماً ومحدثاً ومفتي الاسلام في زمانه، وهو أول إمام وخطيب في المسجد، ولقد ظل فيه معلماً واماماً حتى وفاتهِ حيث دفن في غرفة في المسجد، وتقام في المسجد الصلوات الخمس المكتوبة، ويحتوي المسجد على مصلى يتوسطه محراب، وكان في بداية بناءه بسيط البنيان ثم تم ترميمه في عقد الأربعينيات من القرن العشرين وشيد سقفه من مادة الخشب والحصير، ثم أستبدل فيما بعد بمادة الطابوق، ومازال المبنى محافظاً على طرازه التراثي، وللمسجد عدة غرف سقوفها ما زالت مبنية من مادتي الخشب والحصير، وفيهِ باب خشبي مصنوع على الطراز القديم، وما زال باقياً حتى الآن، وتم إعادة تعميره من قبل دائرة أوقاف أقليم كردستان العراق مع الاحتفاظ بتصميمهِ التاريخي.